# Ullehmannia
Ullehmannia is een geslacht van uitgestorven kreeftachtigen uit de klasse van de Ostracoda (mosselkreeftjes).

## Soorten
- Ullehmannia afalcata Schallreuter, 1986 †
- Ullehmannia amabilis (Neckaja, 1960) Schallreuter, 1986 †
- Ullehmannia dagolia Schallreuter, 1995 †
- Ullehmannia postpleta Schallreuter, 1991 †
- Ullehmannia saarameisaiensis (Neckaja, 1973) Schallreuter, 1986 †
- Ullehmannia spicata Hansch, 1994 †